# Radio Universo
A Radio Universo a venezuelai Chino y Nacho duó ötödik nagylemeze. Megjelent 2015. június 23-án.

## Zeneszámok
1. Me Voy Enamorando 3:35
2. Tú Me Quemas 4:29
3. Tartamudo 3:43
4. Cantinero 3:40
5. Marry Me 3:39
6. Vive La Vida 3:58
7. We Got The Power 3:40
8. Si Estoy Junto A Ti 3:49
9. Chica Ideal 4:21
10. Tu Amor, More, More 3:29
11. Simplemente Te Quiero 3:49
12. Devuélveme El Amor 13:45
13. Tú Me Quemas 3:42
14. Algo En Ti 3:22
15. Dentro De Ti 4:08
16. Chica Ideal 4:25
17. Marry Me 3:37
18. Me Voy Enamorando 3:55